# Ахад га-Ам
Ахад га-Ам (івр. івр. אַחַד הָעָם, букв. «один з народу»; справжнє ім'я — Ушер Ісаєвич (Ушер Гірш) Гинцберг; 18 серпня 1856 Сквира, Київська губернія, Російська імперія — 2 січня 1927 року, Тель-Авів, британський мандат у Палестині) — єврейський письменник-публіцист і філософ.
Хлопчика виховували в суворій побожності — справа доходила до того, що вчителю заборонялося навіть навчати його російської абетки, щоб він не пішов поганий дорозі, що веде до безбожництва. Але в 8 років він сам вивчився читати по-російськи, розбираючи вивіски на крамницях.
У ранній молодості він вже шанувався знавцем Талмуду і пов'язаної з ним літератури, а також прекрасно розбирався в релігійних хасидських книгах. У 1868 році сімейство переїхало до маєтку, яке його батько, багатий торговець, взяв в оренду. Закрившись у своїй кімнаті, він почав вивчати великих єврейських філософів середньовіччя, в першу чергу — Маймоніда. Потім він поступово перейшов і до «заборонених книг» новітніх єврейських просвітителів. Згодом до 20-х років він придбав широкі пізнання в літературі і праць із філософії, опублікованих російською та німецькою мовами. Захопившись Писарєвим і його позитивістським світоглядом, він подібно М. Л. Ліліенблюму відійшов від релігії.